# Linia kolejowa C-E 59
Linia kolejowa C-E 59 ma długość 492 km i stanowi odgałęzienie dla ruchu towarowego od linii E 59 Wrocław – Poznań – Szczecin przeznaczonej dla ruchu pasażerskiego. Linia C-E 59 jest elementem ciągu transportowego biegnącego z Malmö – Ystad do Ostrawy. Stanowi połączenie Skandynawii z Europą Środkowo-Wschodnią.
Na terenie Polski w skład magistrali C-E 59 wchodzą:
- linia kolejowa nr 428 (Szczecin Dąbie – Szczecin Podjuchy)
- linia kolejowa nr 273 (Szczecin Podjuchy – Wrocław Główny)
- linia kolejowa nr 276 (Wrocław Główny – Międzylesie)